# كوستيليولي دستي
كوستيليولي دستي (بالإيطالية: Costigliole d'Asti)‏ هي بلدة وبلدية في مقاطعة أستي في إقليم بييمونتي في جنوب إيطاليا.

## السكان
في سنة 1861 بلغ عدد السكان 5٬789 نسمة، وتطور العدد ليصل في سنة 2011 لـ 5٬969 نسمة.
يظهر هذا المخطط البياني تطور النمو السكاني لـ كوستيليولي دستي